# Gustav Theodor Fechner

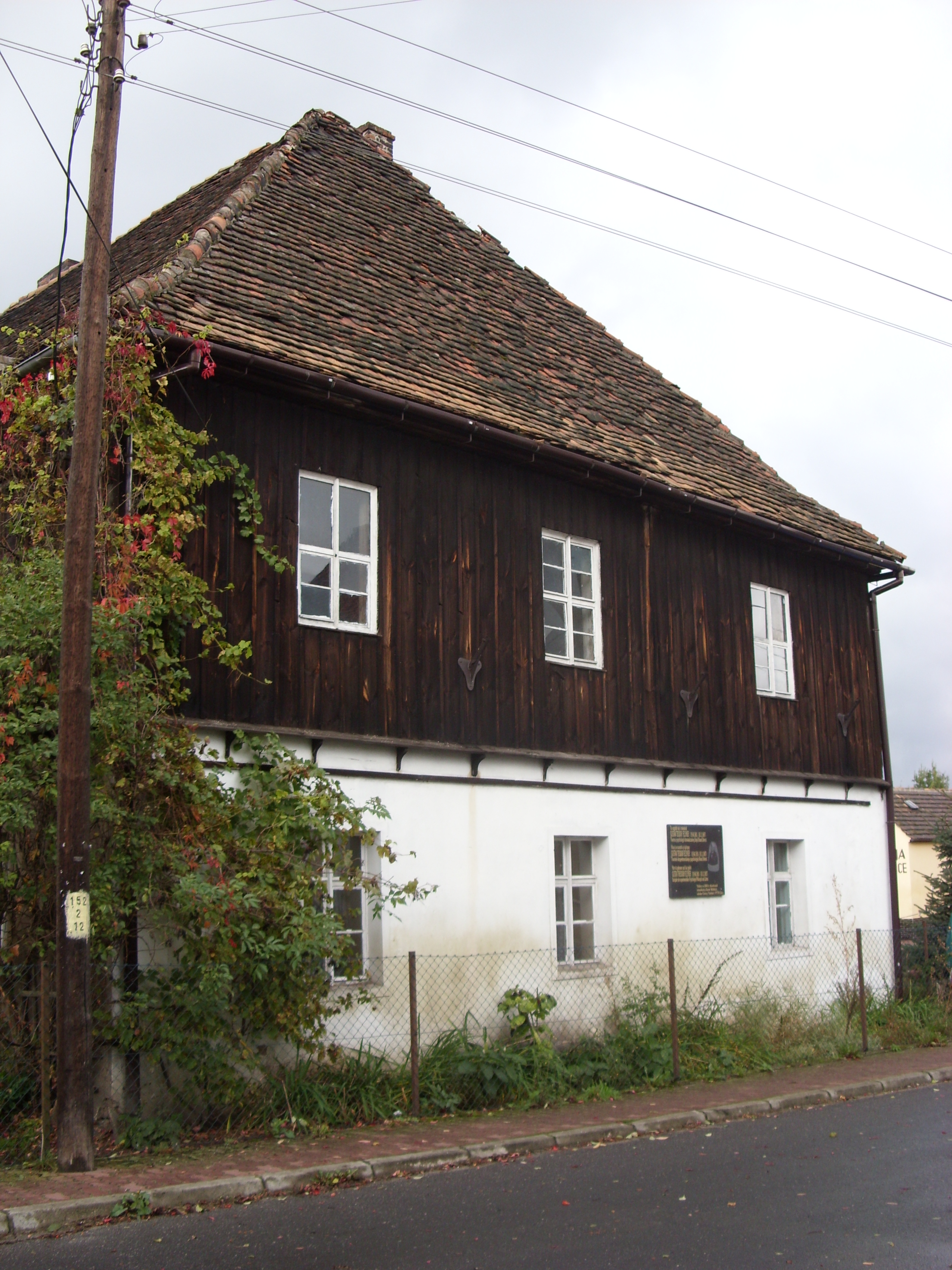
dom Fechnera w Żarkach Wielkich

Gustav Theodor Fechner (ur. 19 kwietnia 1801 w Groß Särchen, zm. 18 listopada 1887 w Lipsku) – niemiecki fizyk, filozof i psycholog. Twórca psychofizyki i inicjator eksperymentalnych badań nad zjawiskami psychicznymi.

## Życiorys
Początkowo zajmował się elektrycznością, pracując głównie w dziedzinie galwanistyki i procesów elektrochemicznych, następnie zwrócił się ku filozofii przyrody, antropologii i estetyce.
Największym dokonaniem Fechnera było ustalenie, wspólnie z E.H. Weberem, prawa głoszącego, że przyrost wrażenia (jako subiektywnie odczuwana różnica) jest zależny od siły (wielkości) bodźca w sposób logarytmiczny. Prawo, znane jako prawo Webera-Fechnera, jest podstawą psychofizyki.

## Publikacje
Głównym dziełem G.T. Fechnera jest książka Elemente der Psychophysik (1860), w której opisał związek wrażeń psychicznych z bodźcami fizycznymi, badany za pomocą doświadczenia i matematyki. Napisał także:
- Nanna, oder Über das Seelenleben der Pflanzen (1848);
- Zendavesta, oder Über die Dinge des Himmels und des Jenseits (1851);
- Maaßbestimmungen über die galvanische Kette (1831)

i wiele innych.